# PhpDocumentor
phpDocumentor est un outil de génération de documentation écrit en PHP semblable à l'outil Javadoc en analysant le code source des fichiers PHP et en générant la documentation au format HTML, PDF, CHM ou Docbook.